# Babići (plemstvo)
Babići, hrvatska plemenitaška obitelji podrijetlom iz Bosne. Plemstvo im je dodijelio bosanski kralj Ostoja 1408. i hrvatsko-ugarski kralj Vladislava 1439. godine. Osmanska osvajanja su ih kao mnoge druge plemiće natjerale u traženje nove postojbine. Za mletačko-osmanskih ratova iselili su se u Hercegovinu, pa u Makarsko primorje. Došli su s naslovom conti i plemići kraljevine Bosne, Ugarske, Krajine i Makarskoga primorja. Ondje su se zadržali jedno vrijeme. Sudjelovali su u bitci kod Zadvarja 1646. godine, u kojoj su poginuli istaknuti pripadnici obitelji knez Petar i sinovi mu Josip i Stjepan. Dvojica preživjelih sinova Ivan i Mate prešli su sa 150 obitelji na Brač i nastanili se u Bolu. Mletačka Republika im je zbog tih zasluga, kao i njihovim potomcima, priznala postojeće naslove i povlastice (tituli di conti e nobili).